# Jim Gérald
Jim Gérald, eigentlich Gérald Ernest Cuenot, (* 4. Juli 1889 in Paris, Frankreich; † 2. Juli 1958 ebenda) war ein französischer Schauspieler.

## Leben und Wirken
Jim Gérald trampte als junger Mann rund um die Erde, eine Zeit lang hielt er sich im Wilden Westen auf. Wieder zurück in Paris, trat Gérald im Jahre 1911 erstmals vor die Kamera. Ehe er sich 1923 endgültig der Filmarbeit verschrieb, hatte er sich seinen Lebensunterhalt als Cowboy, Café-Sänger, Reitlehrer und Clown verdient.
Seine Zusammenarbeit mit dem Nachwuchsregisseur René Clair, der ihm mehrfach Hauptrollen überantwortete, machte Jim Gérald noch zu Stummfilmzeiten bekannt. In der Übergangszeit vom Stumm- zum Tonfilm hielt sich der untersetzte Pariser in Deutschland auf und wirkte zu Beginn der 30er Jahre in einer Reihe französischer Versionen deutscher Filme mit. In der französischen Fassung von Fritz Langs Das Testament des Dr. Mabuse verkörperte er eine der Hauptrollen, den Kommissar Lohmann.
Seit 1933 trat er überdies immer mal wieder in englischsprachigen Filmen auf, zunächst in britischen, nach 1945 auch in US-amerikanischen Produktionen mit europäischen Drehorten. Gérald, der bis kurz vor seinem Tode vor der Kamera stand, musste sich zuletzt mit winzigen Nebenrollen begnügen, die oft kaum mehr als Chargenformat besaßen.

## Filmografie (Auswahl)
- 1911: Belle maman a mangé du cheval (Kurzfilm)
- 1923: La légende de sœur Béatrix
- 1925: Le Voyage imaginaire
- 1926: Pech muss der Mensch haben (Le Bouif errant)
- 1926: Das seltsame Abenteuer eines Piloten (La proie du vent)
- 1927: Der Florentiner Hut (Un chapeau de paille d’Italie)
- 1928: Die beiden Schüchternen (Les deux timides)
- 1929: Vater und Sohn
- 1930: Der Sohn der weißen Berge
- 1930: L’Arlésienne
- 1931: L’étrangère
- 1931: Le chant du marin
- 1932: L’amour en vitesse
- 1932: Rivaux de la piste
- 1933: Le testament du docteur Mabuse
- 1933: Rocambole
- 1933: The Constant Nymph
- 1933: Toto
- 1934: L’auberge du petit dragon
- 1934: Le bossu
- 1935: Le train d’amour
- 1935: La symphonie des brigands
- 1936: Räubersymphonie (The Robber Symphony)
- 1936: Mister Flow
- 1937: Bulldog Drummond at Bay
- 1937: Clothes and the Woman
- 1937: Titin des Martigues
- 1938: Paix sur le Rhin
- 1938: Die Zehnte soll es sein (Accord final)
- 193*: Farinet – Die sanfte und die wilde Freiheit (Farinet ou l’or de la montagne)
- 1939: French Without Tears
- 1939: Die Spielhölle von Macao
- 1939: L’or du Cristobal
- 1940: D’Rößliwirtin euri Soldatemuetter
- 1941: Une vie de chien
- 1943: La boîte aux rêves
- 1945: Boule de suif
- 1946: L’ennemi sans visage
- 1947: Das Spiel ist aus (Les jeux sont faits)
- 1948: Treffpunkt Rio (Aux yeux du souvenir)
- 1948: La bataille du feu
- 1949: Tête blonde
- 1950: Pardon My French
- 1950: Take Me to Paris
- 1950: Dakota 308
- 1951: Die Taverne von New Orleans (Adventures of Captain Fabian)
- 1951: Anatole chéri
- 1951: Der scharlachrote Vorhang (Le rideau cramoisi)
- 1952: Adieu Paris
- 1952: Geständnis einer Nacht (La minute de vérité)
- 1952: Moulin Rouge
- 1952: Insel der Frauen (L’île au femmes nues)
- 1953: Der Arzt und das Mädchen (Le guérisseur)
- 1954: Die barfüßige Gräfin (The Barefoot Contessa)
- 1954: Das ist Pariser Leben (C’est la vie parisienne)
- 1954: Der Fall Maurizius (L'affaire Maurizius)
- 1954: Liebe, Frauen und Soldaten (Destinées)
- 1954: Die seltsamen Wege des Pater Brown (Father Brown)
- 1955: Zaza
- 1955: Liebesroman einer Königin (Marie-Antoinette)
- 1955: Les insoumises
- 1955: Die fünfte Kolonne (Foreign Intrigue)
- 1956: Weiße Margeriten (Elena et les Hommes)
- 1956: Fernand Cowboy
- 1957: Der Faulpelz (Le chômeur de Clochemerle)
- 1957: Frühling in Paris (Printemps à Paris)
- 1957: Der lautlose Krieg (Orders to Kill)
- 1958: Die Ratten von Paris (Jeux dangereux)
- 1958: Der Sturm bricht los (Le vent se lève)